# لستر جی. دیکینسن
لستر جی. دیکینسن (به انگلیسی: Lester Jesse Dickinson) سناتور سابق عضو حزب جمهوری‌خواه ایالات متحده آمریکا بود. وی در سال ۱۹۳۱ تا ۱۹۳۷ میلادی سناتور ایالت آیووا در سنای ایالات متحده آمریکا بود.